# Grumman AF

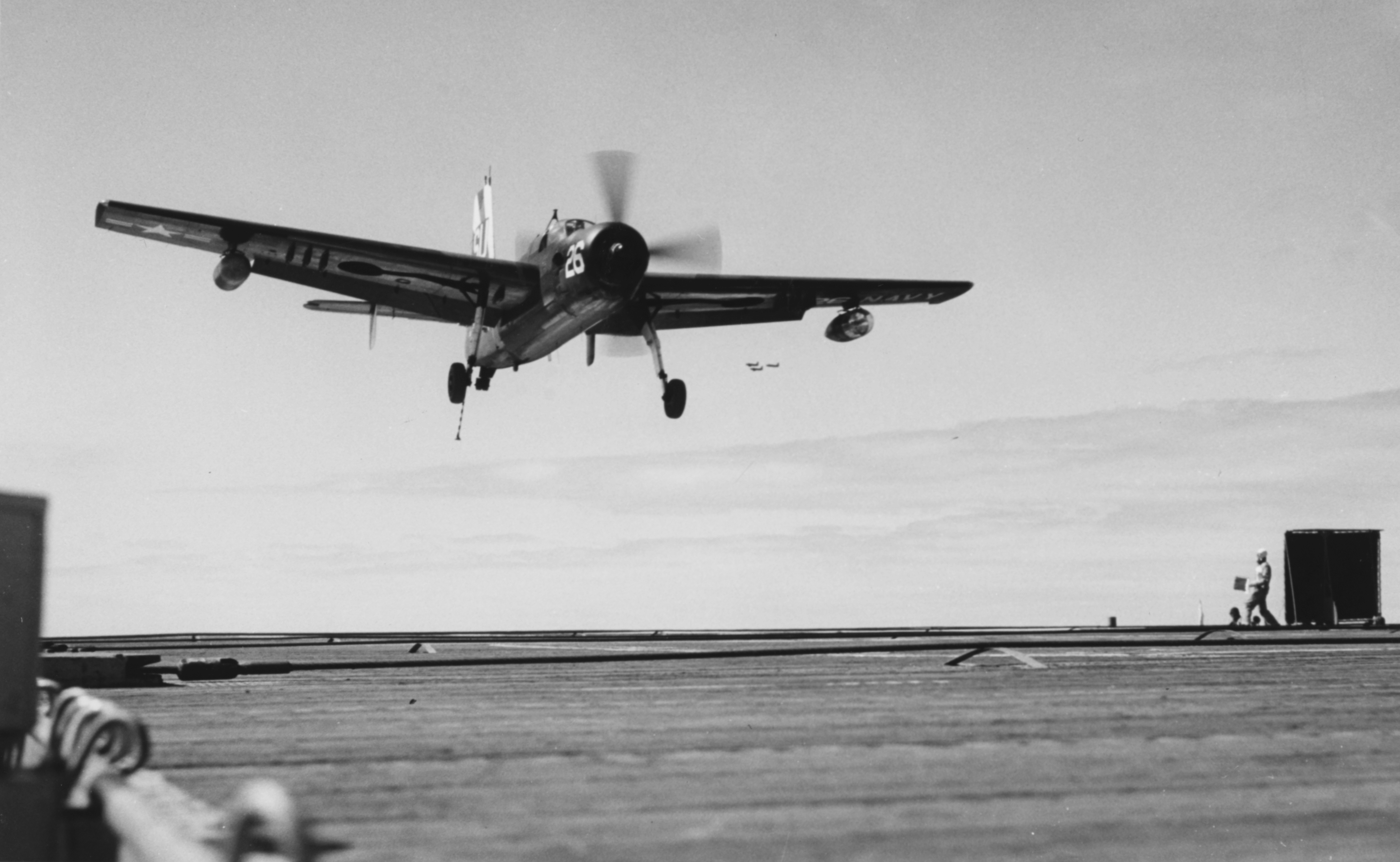
Eine AF-2S landet 1954 auf der USS Badoeng Strait

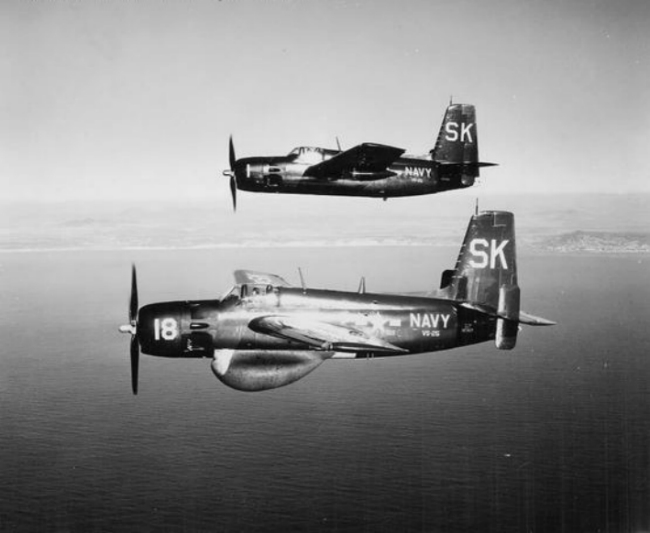
AF-2W und AF-2S der U-Jagd-Staffel VS-25

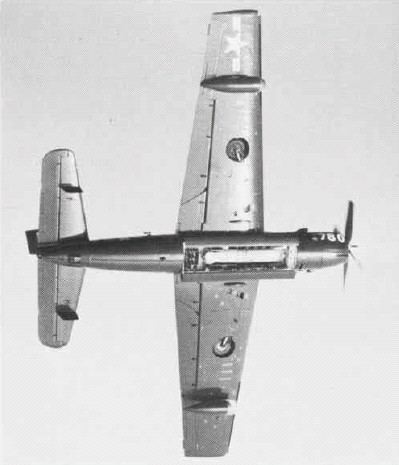
AF-2S mit geöffnetem Bombenschacht

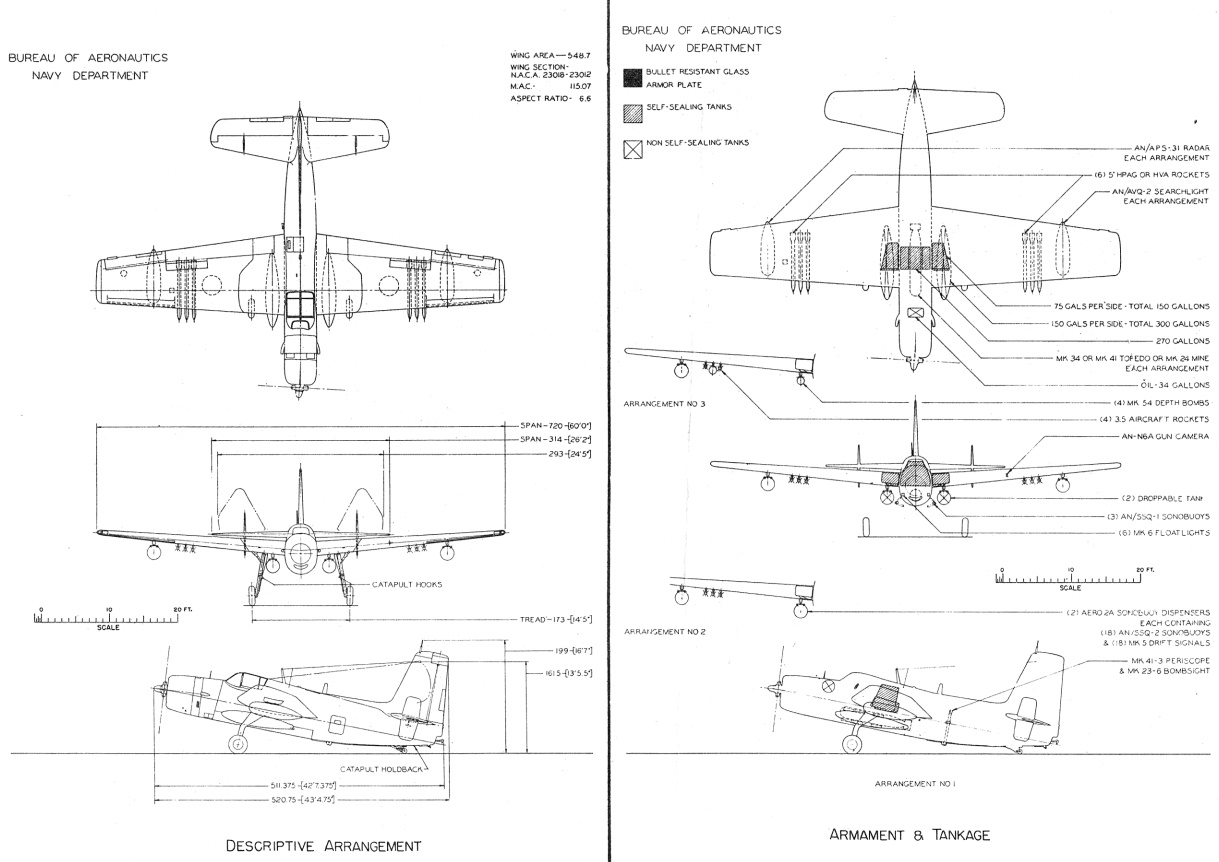
3-Seiten-Riss einer AF-2S

Die Grumman AF Guardian war ein U-Boot-Abwehrflugzeug (ASW) der United States Navy. Die Guardian ist bis heute das größte jemals in Serie produzierte einmotorige Kolbenmotorflugzeug.

## Konstruktion
Die AF Guardian wurde ursprünglich als Torpedobomber mit Strahl- und Propellertriebwerk geplant, um sich Angriffen schneller entziehen zu können. Das Strahltriebwerk machte aber große Probleme, und es wurde nie im Flug eingesetzt. Die Maschine sollte zusammen mit einer unbewaffneten Version mit Suchradar als sogenanntes Hunter/Killer-Team eingesetzt werden. Diese Hunter/Killer-Teams bestanden aus einer Maschine mit Bomben oder Torpedos und einer Maschine mit Suchradar.

## Geschichte
Die AF sollte ursprünglich die TBF Avenger bei der US Navy ersetzen. Sie ging aus den drei Prototypen XTB3F (Grumman G-70) hervor, die das Bureau of Aeronautics 1946 bei Grumman in Auftrag gegeben hatte. Die XTB3F-1 Guardian flog das erste Mal am 19. Dezember 1945. Fünf Tage nach dem Erstflug kam die Marine zu dem Ergebnis, dass sie eigentlich keinen neuen Torpedobomber brauchte. Das Programm wurde aber 1947 wieder aktiviert, um die U-Boot-Abwehr durch ein Hunter/Killer-Team zu verwirklichen. Dabei suchte ein Flugzeug U-Boote mittels Radar (der „Hunter“ = Jäger), während ein zweites Flugzeug dazu diente, die U-Boote anzugreifen (der „Killer“ = Zerstörer). Im Mai 1948 bestellte die Marine 30 Maschinen und im Oktober 1948 flog der ursprüngliche dritte Prototyp XTB3F-1S, bei dem das Strahltriebwerk durch zusätzliche Avionik und Kraftstoff ersetzt wurden. Die als Hunter/Killer modifizierten Flugzeuge AF-2W und AF-2S flogen erstmals im November 1948. Im Februar 1949 prüfte das Patuxent River Naval Air Test Center die Guardian auf ihre Diensttauglichkeit und kurz darauf lagen auch schon die ersten Serienaufträge für die beiden Versionen AF-2S und AF-2W vor. Die erste Staffel, die die Guardian flog, war die VS-25 auf dem Marinefliegerhorst North Island am 18. Oktober 1950. Die Karriere der Guardian sollte allerdings nicht lange dauern. Schon am 31. August 1955 wurde sie durch die S-2 Tracker ersetzt, die die Hunter/Killer-Aufgaben in einem Flugzeug vereinte. Sie flog aber einige Kampfeinsätze in Korea.

## Versionen
XTB3F-1Prototyp eines Torpedobombers, zwei gebaut.
XTB3F-1SPrototyp mit großem Radar unter dem Rumpf (Umbau aus XTB3F).
AF-2SDiese Version war der Waffenträger des Hunter/Killer-Teams. Intern ließ sich eine Waffenlast von bis zu 1814 kg mitführen. Am Träger unter den Tragflächen ließen sich 6 HVAR-Raketen oder 113-kg-Wasserbomben mitführen. Unter der rechten Tragfläche hingenh ein Radarbehälter AN/APS-31 und ein Hochleistungsscheinwerfer AN/AVQ-2. Außerdem konnte diese Version noch Sonarbojen mitführen. Von dieser Version wurden 193 Flugzeuge gebaut.
AF-2Wunbewaffnete Version mit Radargerät AN/APS-20, 153 Flugzeuge gebaut.
AF-3Sverbesserte Version der AF-2S. Sie führten noch zusätzliche ASW-Ausrüstung mit, z. B. einen MAD-Ausleger, 40 gebaut.

## Produktion
Abnahme der Grumman AF durch die US Navy:
| Version | 1949 | 1950 | 1951 | 1952 | 1953 | SUMME |
| ------- | ---- | ---- | ---- | ---- | ---- | ----- |
| AF-2S   | 1    | 25   | 58   | 110  | 14   | 208   |
| AF-2W   | 1    | 26   | 50   | 60   | 16   | 153   |
| AF-3S   |      |      |      |      | 25   | 25    |
| SUMME   | 2    | 51   | 108  | 170  | 55   | 386   |

## Technische Daten
| Kenngröße             | Daten Grumman AF-2S Guardian                                                      |
| --------------------- | --------------------------------------------------------------------------------- |
| Besatzung             | 2                                                                                 |
| Länge                 | 13,21 m                                                                           |
| Spannweite            | 18,49 m                                                                           |
| Höhe                  | 4,93 m                                                                            |
| Flügelfläche          | 52,02 m²                                                                          |
| Flügelstreckung       | 6,6                                                                               |
| Leermasse             | 6613 kg                                                                           |
| max. Startmasse       | 11.567 kg                                                                         |
| Triebwerk             | ein 18-Zylinder-Doppelsternmotor Pratt & Whitney R-2800-48W mit 1780 kW (2420 PS) |
| Höchstgeschwindigkeit | 510 km/h in 4875 m Höhe                                                           |
| Dienstgipfelhöhe      | 9905 m                                                                            |
| Reichweite            | 2414 km                                                                           |
| Bewaffnung            | ein 907-kg-Torpedo oder zwei 907-kg-Bomben oder zwei 726-kg-Wasserbomben          |